# Наместово (Міжріченський район)
Наме́стово (рос. Наместово) — присілок у складі Міжріченського району Вологодської області, Росія. Входить до складу Ботановського сільського поселення.

## Населення
Населення — 30 осіб (2010; 52 у 2002).
Національний склад (станом на 2002 рік):
- росіяни — 100 %